# Relations entre la Chine et l'Iran
Les relations entre la Chine et l'Iran (chinois : 中伊关系, pinyin : Zhōng-Yī guānxì), ou relations sino-iraniennes, datent d'il y a plusieurs siècles. À l'époque pré-islamique, les Parthes et les Sassanides ont eu plusieurs contacts avec la Chine, et à l'époque islamique, ils étaient reliés par la route de la soie.

## Relations à l'époque parthe

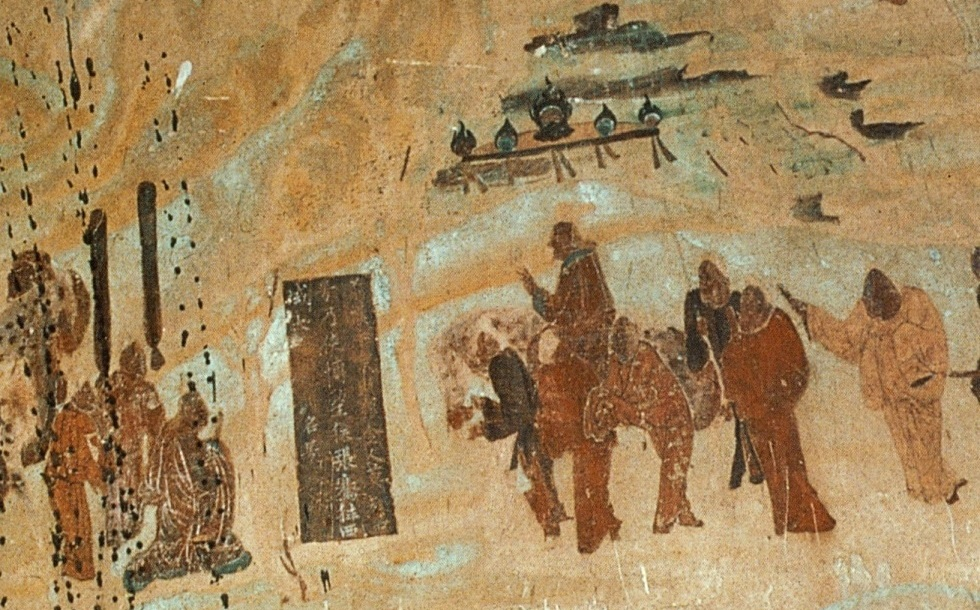
Le voyage de Zhang Qian vers l'ouest, grottes de Mogao, 618-712 PC

L'explorateur chinois Zhang Qian, qui visita les pays voisins de Bactriane et de Sogdiane en 126 av. J.-C., a fait le premier rapport chinois connu sur la Parthie. Dans ses récits, la Parthie est nommée "Ānxī" (chinois : 安息), une translittération d'"Arsacide", le nom de la dynastie parthe. Zhang Qian identifie clairement la civilisation parthe comme une civilisation urbaine avancée, qu'il compare à celle de Ta-Yuan (dans le Ferghana) et en Dacie (dans la Bactriane).
"Anxi est situé à plusieurs milliers de li à l'ouest de la région du grand Yuezhi (en Transoxiane). Les gens sont installés sur les terres, cultivant les champs et faisant pousser du blé et du riz. Ils fabriquent aussi du vin avec des raisins. Ils sont dans des villes entourées de remparts comme les gens de Ta-Yuan (Ferghana), la région compte plusieurs centaines de villes de tailles variées. Les pièces du pays sont faites d'argent et portent le visage du roi. Quand le roi meurt, la monnaie est immédiatement changée et de nouvelles pièces sont frappées avec le visage du successeur. Les gens écrivent sur des bandes de cuir horizontales. A l'ouest se trouve Tiaozi (Mésopotamie) et au nord, Yancai et Lixuan (Hyrcanie)." (Shiji, 123, citant Zhang Qian)
Après l'ambassade de Zhang Qian et son rapport, les relations commerciales entre la Chine, l'Asie centrale et la Parthe ont fleuri, avec l'envoi de nombreuses missions chinoises au Ier siècle av. J.-C. : « la plus grande de ces ambassades dans les États étrangers comptait plusieurs centaines de personnes, et même la plus petite comptait plus de 100 personnes… Au cours d'une année, entre cinq et six voire dix ambassades étaient envoyées ». (Shiji)
Les Parthes étaient apparemment concernés par le maintien de bonnes relations avec la Chine et envoyaient eux aussi leurs propres ambassades, à partir de -110 : « Quand l'envoyé de la dynastie Han visita pour la première fois le royaume de Anxi (Parthie), le roi d'Anxi disposa un détachement de 20 000 cavaliers pour l'accueillir à la frontière est de son royaume… Quand les envoyés de Han se remettaient en route pour la Chine, le roi d'Anxi envoyait un détachement de son propre chef pour les accompagner. L'empereur en était ravi. » (Shiji, 123)
En 97, le général chinois Ban Chao alla aussi loin à l'ouest que la mer Caspienne avec 70 000 hommes et établit des contacts militaires directs avec l'empire Parthe.
Les Parthes ont aussi joué un rôle dans la transmission du bouddhisme sur la route de la soie à partir de l'Asie centrale jusqu'en Chine. An Shihkao, un noble parthe et missionnaire bouddhiste, est allé à la capitale chinoise, Luoyang en 148 où il établit des temples et devint le premier homme à traduire des écrits bouddhistes en chinois.

## Relations contemporaines

### Relations commerciales
La République populaire de Chine trouve dans l'Iran un débouché pour ses exportations et une source d'approvisionnement pour ses besoins croissants en énergie. En outre, les sanctions économiques et commerciales imposées par les États-Unis à l'Iran ont pour effet d’accroître le caractère réciproquement bénéfique des relations commerciales sino-iraniennes. D’une part, car l’Iran est le seul pays exportateur de pétrole échappant aux pressions américaines en cas de confrontation entre Pékin et Washington, puisque l'Iran est sous de sévères sanctions américaines. D’autre part, car les tensions irano-américaines représentent une opportunité pour la Chine, afin notamment d’acquérir des capitaux iraniens à bas prix.
En 2001, le volume des échanges entre la Chine et l'Iran était de 3,3 milliards de $US . Ali Akbar Saheli, l'ancien représentant de l'Iran à l'AIEA a dit que les deux pays « se complétaient mutuellement. Ils ont l'industrie et l'Iran a les ressources énergétiques ».
En mars 2004, Zhuhai Zhenrong Corporation, une entreprise chinoise d'État signe un contrat de 25 ans pour l'importation de 110 millions de tonnes de gaz naturel liquéfié (GNL) en provenance d'Iran[réf. souhaitée]. Ce contrat a été suivi d'un autre entre Sinopec et l'Iran, signé en octobre de la même année. Le contrat, d'une valeur de 100 milliards de $US sur 25 ans, ajoute un volume de 250 millions de tonnes de GNL à la facture énergétique de la Chine, extraite du champ Yadavaran en Iran. En août 2018, la compagnie pétrolière publique chinoise China National Petroleum Corporation prend d'importantes parts dans l'immense champs gazier iranien South Pars, remplaçant la compagnie française Total qui s'est retiré à la suite du rétablissement des sanctions économiques américaines par Donald Trump. À la suite du rétablissement des sanctions américaines, la Chine cesse officiellement d'importer du pétrole d'Iran mais des analystes affirment que le brut iranien continue d'y entrer, et même de manière croissance, maquillé comme importation venant d'autres pays. Le ministre chinois des Affaires étrangères Wang Yi assuré que la Chine continuerait à « s'opposer aux sanctions unilatérales illégales contre l'Iran », considérant les États-Unis sont seuls responsables de l'échec de l'accord sur le nucléaire à Vienne dont la Chine est partie prenante.

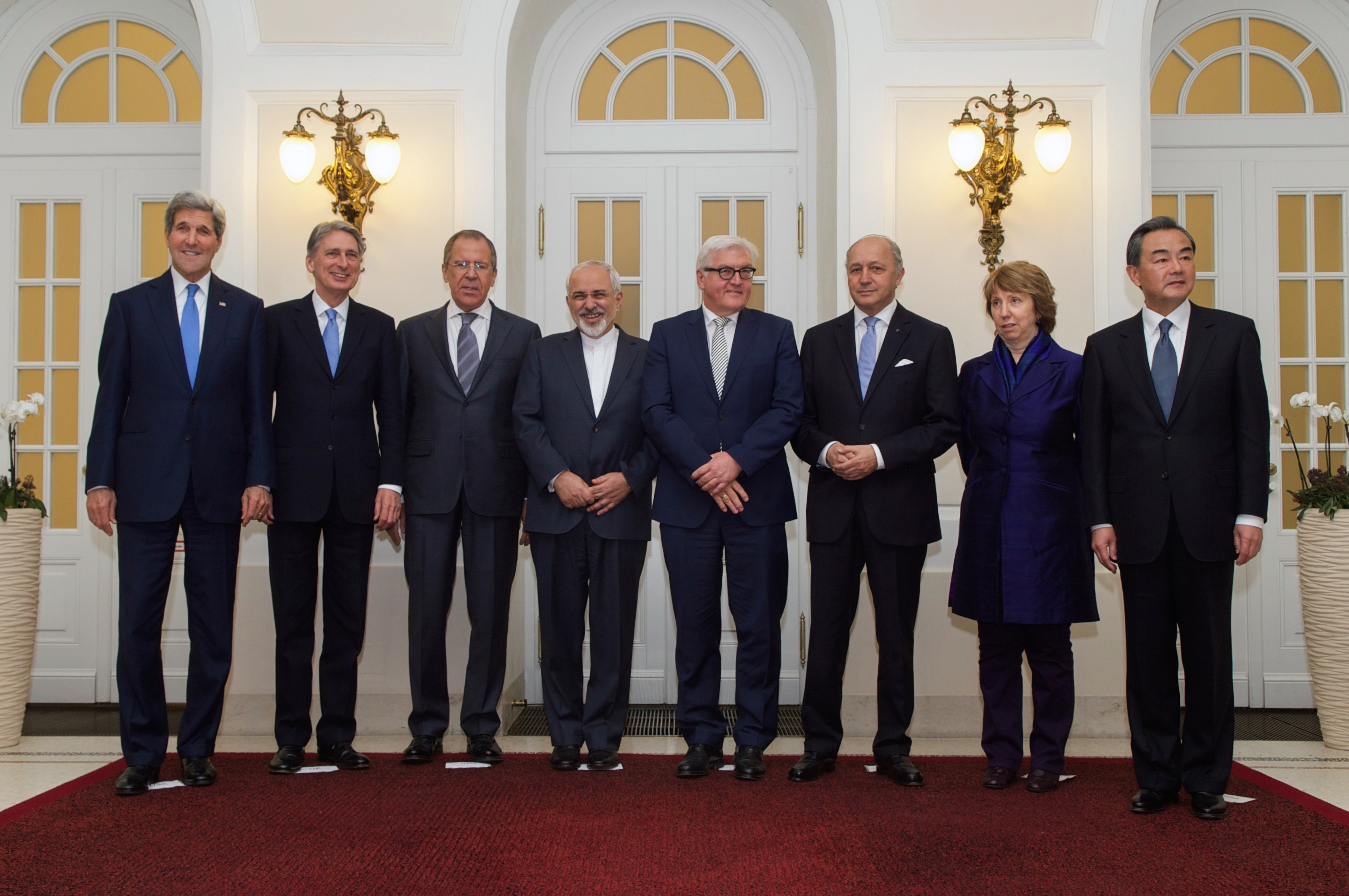
Les Ministres des affaires étrangères des nations parties prenantes de l'accord de Vienne en 2014 ; les Ministres chinois Wang Li à droite et iranien Javad Zarif au milieu.

Enfin, en plus d'être un important fournisseur énergétique, l’Iran est aussi pour la Chine un marché important de par la taille de sa population, ainsi qu'un point d’accès stratégique à l’ensemble de la région, pour l’exportation de ses produits, des biens de consommation aux nouvelles technologies. En 2019-2020, la Chine représentait près de 24,8 % des échanges extérieurs de l'Iran, devant Abou Dhabi (15,8 %), la Turquie (11,8 %) et l’Irak (10,5 %).
Pour autant, cette relation économique bilatérale est fondamentalement asymétrique : l’isolement de l’Iran, combiné aux sanctions américaines et à une forte crise économique, contraint le pays à rechercher le parrainage d’une grande puissance, alors que pour la Chine, l’Iran n’est qu’un partenaire parmi d’autres, Pékin étant en même temps proche de Riyad et d’Abou Dhabi, mais aussi de Tel-Aviv et de Damas.

### Relations politiques
Aujourd'hui, l'Iran continue à s'aligner politiquement avec la République populaire de Chine puisque l'Union européenne et les États-Unis promeuvent des politiques visant à isoler l'Iran à la fois politiquement et économiquement. Ainsi, l'Iran est entrée en septembre 2021 dans l'Organisation de coopération de Shangaï menée en particulier par Pékin, après en avoir été observatrice depuis 2005.
En juillet 2004, le porte parole du parlement iranien, Gholam Ali Haddad-Adel a souligné le soutien de la Chine au programme nucléaire iranien. Le ministre des affaires étrangères de la Chine, Li Zhaoxing a aussi dit que son pays s'oppose à ce que l'Iran soit amené devant le conseil de sécurité des Nations unies à propos de son programme nucléaire, et a affirmé que le gouvernement iranien avait une attitude très positive dans la coopération avec l'AIEA. Si la Chine fait partie des puissances étrangères partie prenantes de l'accord de Vienne visant à empêcher l'Iran d'avoir l'arme atomique et empêcher la « prolifération nucléaire », elle souhaite en même temps préserver un front asiatique anti-américain dans lequel l'Iran est un précieux allié.
En 2016, le président de la République populaire de Chine Xi Jinping se rend en Iran, qu'il décrit comme « le principal partenaire de la Chine au Moyen-Orient ».
En mars 2021, la Chine et l'Iran signent un accord pour un partenariat stratégique sur 25 ans entre les deux pays.

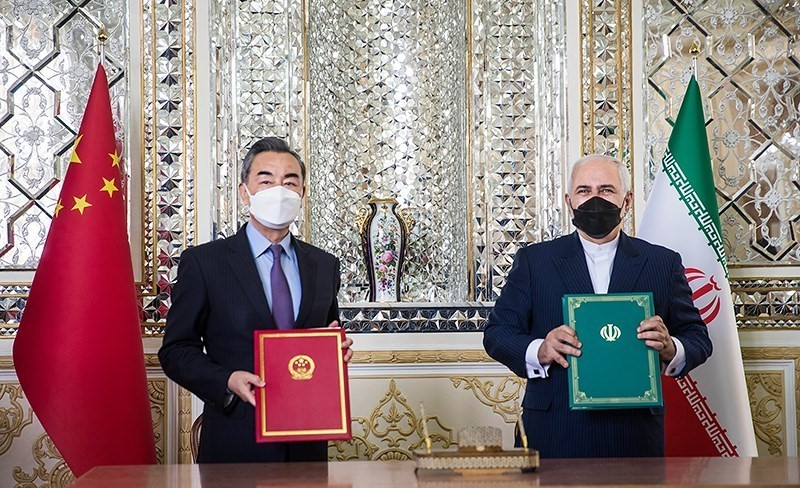
Les Ministres chinois et iranien des Affaires étrangères Wang Yi et Javad Zarif après la signature de l'accord de coopération sino-iranien de mars 2021

En septembre de la même année, la Chine valide la candidature iranienne au sein de l’Organisation de coopération de Shanghai, une instance régionale à caractère politico-sécuritaire qui réunit 9 puissances régionales, dont la Russie et l’Inde, sous le patronage de Pékin. Cette décision permet à l'Iran de réintégrer la communauté des nations en diversifiant les points de contact en dehors de l’occident, afin de contourner les sanctions américaines et renforcer sa position dans le cadre des négociations sur le nucléaire à Vienne.
En janvier 2022, le ministre chinois des Affaires étrangères Wang Yi et son homologue iranien Hossein Amir-Abdollahian annoncent lors d'une réunion à Wuxi, dans l'est de la Chine, le début de la mise en œuvre de l'accord stratégique sino-iranien, renforçant la coopération économique et politique entre les deux pays. Ce partenariat doit couvrir des domaines aussi variés que l'énergie, la sécurité, les infrastructures et les communications, garantissant notamment un approvisionnement régulier en pétrole pour la Chine.

## Relations militaires
Lors de la guerre Iran-Irak (1980-1988), le Chine est l'une des seules puissances économiques à fournir des armes à l'Iran, alors que l'Irak est soutenues par les deux « blocs », occidental et soviétique, ainsi que par l'ensemble du monde arabe,.
En 2017 Iran et Chine lance leur premier exercice naval en golfe persique et en 2019 les deux pays, avec la participation de la Russie, lancent des exercices navales tripartites en mer d’Oman et dans l’océan Indien, durant quatre jours.

### Historique
- "Iran in Central Asia"
- The Sassanids in China
- Pour plus d'informations sur les relations sino-iraniennes dans l'Histoire, voir l'Encyclopedia Iranica p.424-460.

### Époque moderne
- "Iran's New Alliance With China Could Cost U.S. Leverage". By Robin Wright, Washington Post Staff Writer, Wednesday, November 17, 2004; Page A21
- Chinese Arms Transfers to Iran
- « Photos of Jiang Zemin at Persepolis »(Archive.org • Wikiwix • Archive.is • Google • Que faire ?)